# Aspirante a oficial
El Aspirante a oficial es un grado militar existente en algunos ejércitos del Mundo, en el que una persona se está formando para convertirse en oficial. La mayoría de las veces, un candidato a oficial es un civil que solicita unirse al ejército como oficial. Los candidatos a oficiales no tienen la misma graduación que el personal alistado. En varios países de la OTAN, se utiliza el término oficial designado (OF-D).

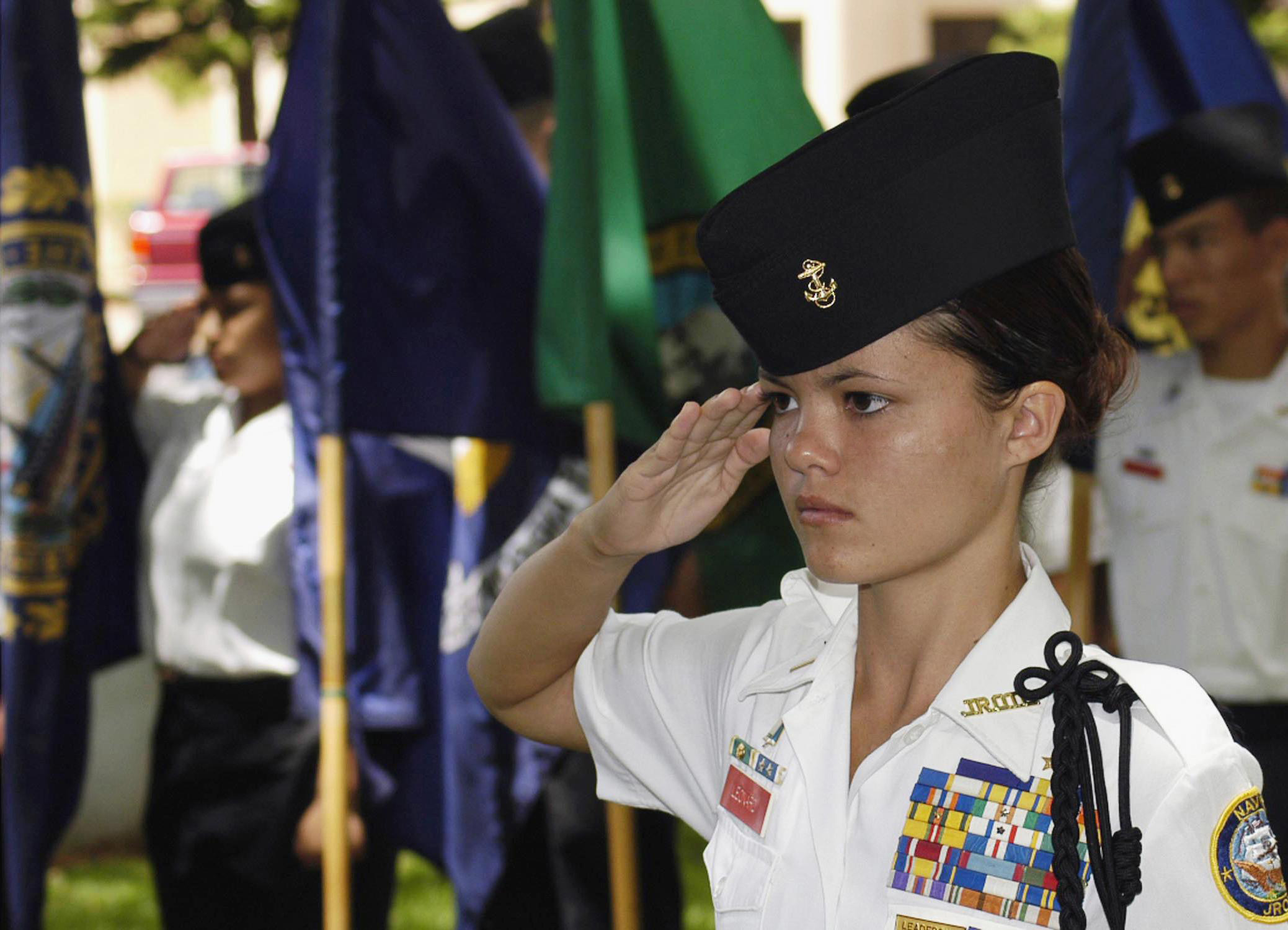
La aspirante a oficial Melanie Leonard, saluda a la bandera durante una ceremonia celebrada en la base naval de Pearl Harbor, en Oahu, Hawái, Estados Unidos.

El candidato a oficial o aspirante a oficial (OA) es un rango en algunos ejércitos del mundo que es un puesto designado mientras una persona está entrenándose para convertirse en oficial.  La mayoría de las veces, un candidato a oficial era un civil que solicitaba unirse al ejército directamente como oficial.  Por lo tanto, los candidatos a oficiales no se consideran del mismo estatus que el personal alistado.

## Chile
Aspirante a oficial es un rango existente en tres instituciones de Chile: Carabineros de Chile, Gendarmería de Chile y la Policía de Investigaciones de Chile, en ambas el aspirante tiene que terminar el proceso de formación para poder egresar con el grado de Subteniente o Detective en la Policía de Investigaciones, antes de ser destinado a una comisaría, recinto penal o cuartel de investigaciones, esto dependerá según la institución que haya elegido el aspirante en cuestión.

### Aspirante a Oficial de Carabineros
El Aspirante a Oficial de Carabineros, es aquel alumno que se encuentra en su periodo académico de inducción inicial, exclusivamente en la Escuela de Carabineros de Chile del General Carlos Ibañez del Campo, único plantel formador de Oficiales de Carabineros de Chile, donde a lo largo de 8 semestres académicos desarrollaran competencias policiales, jurídicos, físicas y sociales.  El 7 y 8 semestre académico corresponde a su práctica policial profesional, tanto en unidades operativas como especialidades (en la actualidad realizada en la capital de Chile, Santiago) y a la realización de su tesis o trabajo de titulación, para una vez cumplido su periodo de preparación y aprobada su tesis, ser nombrado como Subteniente de Carabineros de Chile, con el título de Administrador en Seguridad Pública y servir en las distintas reparticiones y unidades de la institución, a lo largo de todo el país. 
Su grado es asimilable al de cadete en el caso del Ejército de Chile, la Fuerza Aérea de Chile y la Armada de Chile. Se hace presente que en el caso de la Armada existe el grado en la oficialidad de los servicios, para aquellos profesionales que integrarán los escalafones de justicia, sanidad, etc; y para los oficiales de mar, Gente de mar que por sus méritos han sido seleccionados para integrar el cuerpo de oficiales. También está presente en la reserva naval. Dentro del mismo grado, se encuentra la distinción de brigadier para aquel aspirante, que encontrándose dentro de su periodo de instrucción, obtenga altas calificaciones, lo que significa que tendrá a otros aspirantes bajo su tutela. Distinto es el caso de los oficiales instructores que vendrían siendo los superiores inmediatos de los aspirantes a oficiales en la Escuela de Carabineros.

### Aspirante a Oficial de Gendarmería

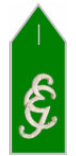
Distintivo de grado de Aspirante a oficial de Gendarmería de Chile.

El aspirante a oficial de Gendarmería, es aquel oficial que se encuentra en un periodo de preparación y formación en los aspectos penitenciarios, jurídicos y sociales, para una vez cumplida su instrucción pueda servir en los distintos recintos penales y demás reparticiones de la institución.
Su rango es asimilable al de cadete en el Ejército y la Fuerza Aérea, en la Armada se encuentra asimilable a guardiamarina, este rango existe en tres instituciones siendo esta la segunda con esta denominación, una vez concluido el periodo de formación en la Escuela de oficiales de Gendarmería de Chile del General Manuel Bulnes Prieto. El oficial recibe el rango de subteniente, rango representado con dos presillas sencillas blancas con una estrella solitaria brillante en cada hombro, al igual que en Carabineros existe la distinción de brigadier para el aspirante que haya obtenido las calificaciones más altas, luego de concluir su formación estos pueden ser destinados a cualquier región del país en donde exista un penal o repartición que trabaje con organismos como los Tribunales de Justicia.

### Aspirante a Detective
El aspirante a detective o aspirante a oficial de la Policía de Investigaciones, Es aquel alumno de la escuela de investigaciones policiales con el grado 17 el cual se encuentra internado por un periodo de 3 año para luego graduarse como detective equivalente al grado 13 , detective es el primer grado en el escalafón de oficial policial, que se caracteriza por no usar un uniforme militar como en Carabineros y Gendarmería, sino que cuenta con un uniforme de régimen interno, además se encuentra en un variado período de preparación en aspectos policiales, jurídicos y sociales, para que una vez aprobado el curso de detective este pueda servir en los distintos cuarteles policiales de la PDI.
Los alumnos destacados son nombrados como Alumnos Inspectores o Cial, quienes tienen a su cargo a los demás aspirantes.
Su rango se caracteriza por ser civil en este caso, además de no hacer uso de un uniforme militar como en el Ejército, Armada, Fuerza Aérea, Carabineros y Gendarmería, esta es la principal característica de los oficiales policiales, una vez completado el curso de oficial policial en la Escuela de Investigaciones Policiales, este recibe el título de investigador policial, una denominación distinta, pero con el mismo significado que en la policía uniformada, una vez concluido recibe el ascenso de detective de la policía civil.

## Filipinas
En Filipinas, los cadetes son estudiantes de escuelas y academias militares que realizan cuatro años de entrenamiento e instrucción militar mientras completan su título de grado universitario. Un candidato a oficial es un civil que tiene un título de licenciatura y quiere ingresar en la escuela de aspirantes a oficiales y obtener una comisión como oficial en las Fuerzas Armadas de Filipinas.

## Finlandia
En las Fuerzas Armadas de Finlandia, el candidato a oficial tiene un rango de suboficial, comparable al grado de sargento. Los candidatos a oficiales son graduados de la escuela de oficiales de la reserva, donde han sido capacitados como estudiantes y aspirantes a oficiales.
- Datos: Q329741